# Radio-Essay
Der oder das Radio-Essay ist ein non-fiktionales Hörfunk-Genre, das sich nach 1945 neben Hörspiel und Feature in den Kulturprogrammen des Hörfunks verschiedener europäischer Länder etabliert hat. Im Radio-Essay verbindet sich die Tradition des Print-Essays aus dem Zeitungs- und Zeitschriftenfeuilleton mit dem technischen Potenzial der elektronischen Massenmedien, insbesondere der Montage und dem Aufteilen der Erzählerposition auf mehrere Sprecher.

## Entstehung
Der Name Radio-Essay wurde in Deutschland durch Alfred Andersch eingeführt. Andersch gründete 1955 beim Süddeutschen Rundfunk Stuttgart (SDR) die „Radio-Essay-Redaktion“. Sie bestand parallel zur Hörspiel- und zur Musikredaktion und war zuständig für Radio-Essays und Features. Alle anderen westdeutschen Sender blieben dagegen bei der Trennung in „Feature“- und „Hörspiel“-Redaktionen. Direktes Vorbild für eine redaktionelle Hervorhebung non-fiktionaler Gattungen im Kulturprogramm war das „Third Programme“ der BBC.
Mit der Namensgebung „Radio-Essay“ bezog sich der SDR auf Jean Tardieus Club d’Essai bei der Radiodiffusion Française und verknüpfte zugleich das Sendeformat mit der literarischen Tradition des Essays. Für Andersch war auch das experimentelle Potenzial entscheidend – der Essay besaß für ihn (dabei bezieht er sich natürlich auf die ursprüngliche Bedeutung des Wortes „Essai“ bzw. „Essay“) den „Charakter eines lebendigen, allen Möglichkeiten sich offen haltenden Charakter des Versuchs.“ Die Redaktion Radio-Essay bestand beim SDR bis Juni 1981 (bis zur Pensionierung von Andersch’ Nachfolger Helmut Heißenbüttel). Im aus der Zusammenlegung von SDR und SWF entstandenen SWR besteht sie bis heute fort. Das Radio-Essay gehört heute noch zu den etablierten Sendeformaten im öffentlich-rechtlichen Rundfunk, eigenständige Redaktionen gibt es neben dem SWR allerdings nur noch beim Deutschlandfunk und beim BR.
Mediengeschichtlich stehen das Radio-Essay und Radio-Feature am Beginn einer Reihe von neuen essayistischen Gattungen der elektronischen Massenmedien, die das Prinzip der Montage gemeinsam haben: zu nennen sind vor allem Essay-Film, Documentary sowie multimediale Formen des digitalen Zeitalters, insbesondere das Weblog.

## Form
Als non-fiktionale Radiogattung steht der Radio-Essay formal zwischen Hörspiel und Radio-Feature, denn er kann sowohl durch Montage von O-Tönen und Zitaten wie auch durch Dialogisierung geprägt sein. Die historische Radio-Essay-Redaktion im Süddeutschen Rundfunk betonte allerdings besonders die Ähnlichkeiten zwischen Radio-Essay und Feature. Im Ankündigungstext der neuen Sendereihe „Radio-Essay“ schreiben Andersch und der damalige Intendant des SDR, Fritz Eberhard: 

„Die Sprache hat im Medium des Funks nur wenige neue Formen entwickelt; eigentlich nur zwei: die große (Sport)-Reportage und das Hörspiel. […] In den letzten Jahren geschah in Deutschland und in anderen Ländern etwas Neues. Eine kleine Gruppe von Autoren begab sich auf die Suche nach Formen, die es ihnen erlauben sollten, politische, soziale und geistige Probleme, Persönlichkeiten und Menschengruppen, Länder und Landschaften, ja selbst psychologische, soziologische und historische Phänomene im Funk darzustellen. In den Sprachlaboratorien dieser Autoren entstanden Modelle, die den technischen Gesetzen des Funks entsprechen.“

Zu diesen experimentellen Formen zählt neben dem Feature auch der Radio-Essay, dessen Bandbreite von monologisch angelegten Beispielen über mehrstimmige Inszenierungen bis zu Zwiegesprächen in der Tradition des „Dialog-Essays“ reichte. Trotz überwiegender Polyphonie verschiedener Sprecherstimmen gibt es zumeist eine durchgehende Sprecherfigur. Neben ihr sprechen andere Stimmen Zitate, stellen rhetorische Fragen oder liefern Daten und Fakten. Gegenwärtig sind Radio-Essays in den deutschsprachigen Rundfunk-Kulturprogrammen stärker monologisch angelegt, auch wenn es durchaus Sprecherwechsel gibt.

## Forschungsgeschichte
Die Essayforschung hat die essayistischen Formate in den modernen Massenmedien bisher kaum beachtet, so finden sich etwa in der ebenso umfangreichen wie aktuellen Encyclopedia of the Essay (1999) weder die Begriffe Radio-Essay noch Radio-Feature. Anders als im Fall des Hörspiels fühlte sich auch die Literaturwissenschaft lange Zeit nicht zuständig. In Darstellungen zum modernen Essay wurde der Radio-Essay lediglich als journalistische Abart oder gar „Pseudo-Essay“ gehandelt.
Die westdeutsche Literaturwissenschaftlerin Christa Hülsebus-Wagner hat allerdings in den 1981 in einer Arbeit zu „Hörfunkformen der Gruppe 47 und ihres Umkreises“ das Radio-Essay als eine „dem Hörfunk ädäquate literarische Ausdrucksform“ und als spezielle „Kunstform“ beschrieben. Auf die Relevanz des Radio-Essays weisen auch Erkenntnisse aus anderen Bereichen hin, etwa die Beobachtung Wolfgang Müller-Funks, der Essay sei eine „ubiquitäre“ (d. h. allgegenwärtige) Ausdrucksform der Moderne und dringe in die „Tiefenstrukturen der literarischen und philosophischen Texte“ ein.

## Beispiele
- Ingeborg Bachmann: Utopie kontra Ideologie. Robert Musils Mann ohne Eigenschaften. Sendung vom 1. April 1955 (RB)
- Heinrich Böll: Léon Bloy. Existenz in Gott und in der Armut. Sendung vom 5. August 1952, (HR)
- Walter Jens: Aufruhr und Poesie. Georg Büchner oder Die Krankheit des Jahrhunderts. Sendung vom 5. Februar 1956 (SDR)
- Wolfgang Koeppen: Ein Fetzen von der Stierhaut. Eindrücke aus Spanien. Sendung vom 13. April 1956 (SDR)
- Arno Schmidt: 1770–1870 Heinrich Albert Oppermanns Zeit- und Lebensbilder aus drei Generationen. Sendung vom 27. Februar 1959 (SDR)
- Hubert Fichte: Konkrete Anthropologie (1) Aufzeichnungen aus Bahia. Sendung vom 4. Oktober 1976 (SDR).
- Gregory Whitehead: Shake, Rattle, Roll. Sendung einer deutschen Fassung am 18. August 1993 (SR).
- Kathrin Röggla: ein anmaßungskatalog für herrn fichte. Sendung vom 16. Mai 2006 (BR).
- Jörg Albrecht: Fiction Victims. Sendung vom 23. Juni 2015 (BR).
- Clemens Meyer. Im Netz der Spinnenfrau. Oder: 10 Versuche über den NSU. (SWR2)